# Fiona Scott
Fiona Scott (n. 23 de octubre de 1977; Vancouver, Columbia Británica, Canadá) es una actriz canadiense  conocida por sus actuaciones en Smallville, Just Deal, Flash Back, Wolf Lake y Glory Days.

## Filmografía
| Películas y series              | Personaje       |
| ------------------------------- | --------------- |
| Smallville                      | Halley Timmonds |
| Thralls                         | Roxie           |
| Have You Heard? Secreto Central | Jennie James    |
| Just Deal                       | Naomi           |
| Wolf Lake                       | Presley         |
| Glory Days                      | Jerry Landis    |
| Mercy Points                    | Nancy Curtis    |
| Perturbados                     | Fiona           |